# Z Lacertae
Z Lacertae (Z Lac / HD 214975 / HIP 111972) es una estrella variable en la constelación de Lacerta, situada visualmente 18 minutos de arco al este de V416 Lacertae.
Z Lacertae es una cefeida cuyo brillo varía entre magnitud aparente +7,88 y +8,93 a lo largo de un período de 10,8856 días.
Tiene tipo espectral medio F6Ib y una temperatura efectiva de 5604 K.
Brilla con una luminosidad media 600 veces superior a la luminosidad solar.
Al igual que otras cefeidas, es una estrella de gran tamaño, siendo su radio 68 veces más grande que el del Sol, lo que equivale a 0,31 UA.
Es, además, una binaria espectroscópica con un período orbital de 382,6 días.
Z Lacertae presenta una abundancia relativa de hierro ligeramente mayor que la solar, con un índice de metalicidad [Fe/H] = +0,10.
A excepción de algunos elementos como manganeso y carbono, menos abundantes que en nuestra estrella, los niveles del resto de los elementos evaluados son mayores que en el Sol; dentro de esos últimos, es el neodimio el metal más «sobreabundante» ([Nd/H] = +0,34).
Z Lacertae tiene una masa cuatro veces mayor que la masa solar y su distancia respecto al sistema solar es de aproximadamente 6120 años luz.